# John J. Babka

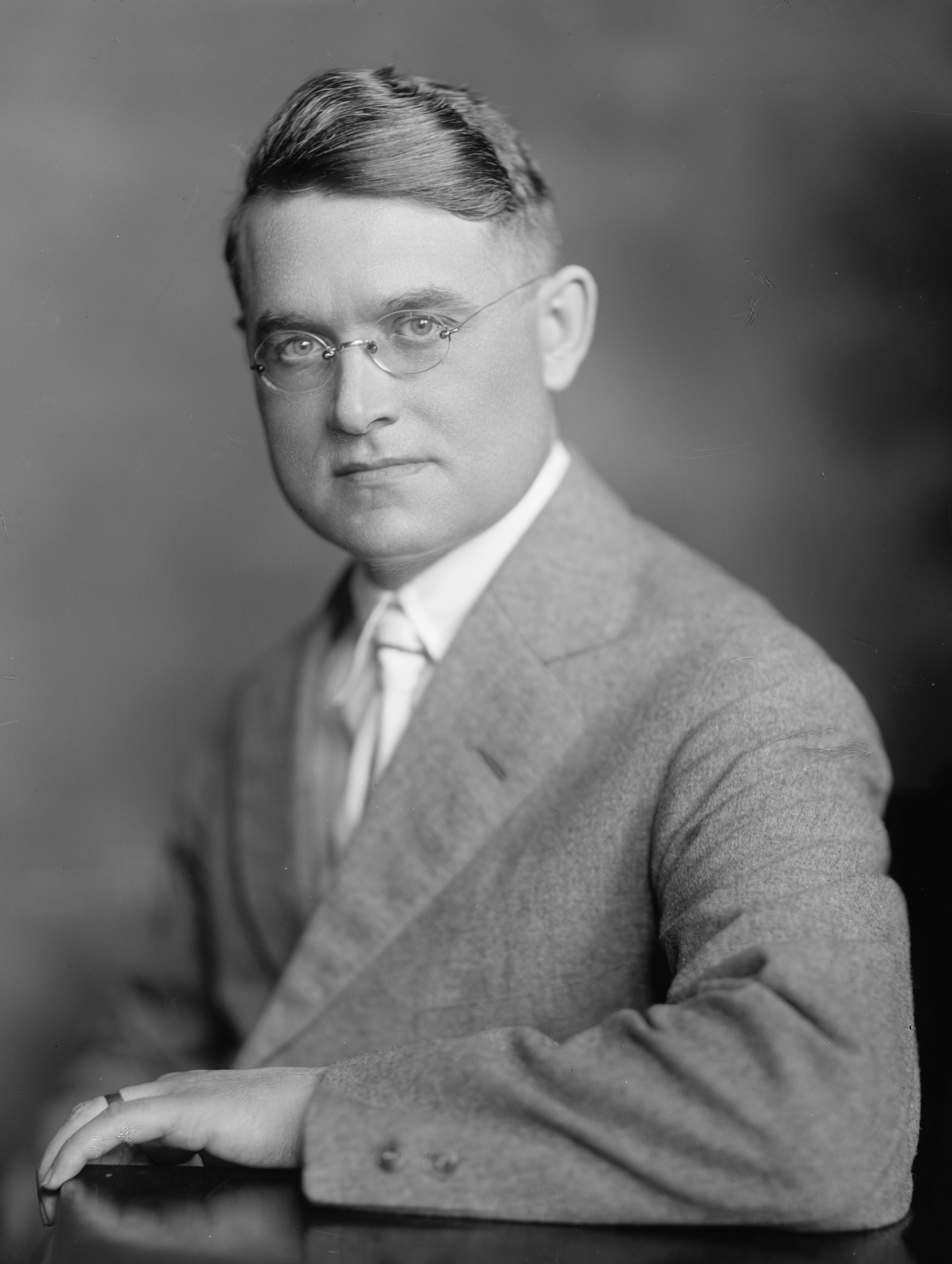
John J. Babka

John Joseph Babka (* 16. März 1884 in Cleveland, Ohio; † 22. März 1937 ebenda) war ein US-amerikanischer Politiker der Demokratischen Partei. Von 1919 bis 1921 war er Mitglied des Repräsentantenhauses der Vereinigten Staaten für den 21. Kongressdistrikt des Bundesstaates Ohio.

## Leben
Babka wurde in Cleveland geboren, dort besuchte er die öffentlichen Schulen. 1908 schloss er sein Jura-Studium an der Cleveland State University ab. Im gleichen Jahr erhielt er seine Anwaltszulassung und begann seine Tätigkeit in Cleveland. 1911 und 1912 war er Berater des Attorney General von Ohio. Anschließend war er für sieben Jahre assistierender Staatsanwalt im Cuyahoga County.
Bei den Kongresswahlen 1918 wurde Babka als Vertreter des 21. Distrikts von Ohio ins US-Repräsentantenhaus gewählt. Dort vertrat er den Distrikt für eine Legislaturperiode und schied 1921 wieder aus dem Kongress aus. Er ging daraufhin wieder seiner Tätigkeit als Anwalt nach. Babka war Delegierter zu den Democratic National Conventions 1920 in San Francisco und 1932 in Chicago.
1937 starb er in seiner Geburtsstadt und wurde auf dem Calvary Cemetery beigesetzt.